# Cynodictis
Cynodictis var ett tidigt släkte av hunddjur. Släktet är idag utdött. Cynodictis levde i Eurasien för 49 till 28 miljoner år sedan.
Fossil hittades i Kina, Frankrike, Spanien, Storbritannien och Tyskland. Den enda kända arten är Cynodictis lacustris.